# 참땅벌
참땅벌 (Vespula Koreensis, Korean Yellow-Jacket Wasp) 은 벌목 말벌과 땅벌속의 곤충이며, 대한민국의 토종 벌이기도 한다.